# Життя (відеоігри)

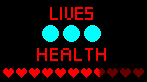
У цього персонажа три життя, позначені світло-блакитними кругами. На цей момент персонаж втратив 3,5 з 11 очок здоров'я — втрата всіх коштуватиме йому одного життя.

Життя́ (англ. life) — властивість ігрових персонажів у відеоіграх, що визначається як період між початком і кінцем гри. Іноді називається шансом (англ. chance) або спробою (англ. try), зокрема в іграх для всіх вікових груп, щоб уникнути асоціацій, що викликаються «втратою життя». Зазвичай втрата всіх очок здоров'я означає втрату одного життя, а втрата всіх життів призводить до закінчення гри, після чого гравець може або почати гру спочатку або вийти з гри.
Кількість життів, що даються гравцеві, залежить від типу гри. Обмеження числа життів стало типовим для аркадних автоматів 1980-х. Згодом такі ігрові механіки як контрольні точки та додаткові життя додали в ігри з життям більше стратегічних елементів. Маючи декілька життів, користувачі-початківці можуть краще зрозуміти механіки гри, а досвідченіші гравці — виконувати ризикованіші дії.

## Історія
Одним із перших застосувань концепції життів була механіка пінболу, коли на початку гри надавалася обмежена кількість куль. Згодом обмеження кількості спроб (зазвичай трьома) стало поширеною рисою аркадних ігор. У цих іграх, як і в пінболі, метою зазвичай є набрати якомога більше очків, а життя є одним зі способів обмежити ігровий час.
Пізніше контрольні точки, паролі та інші способи збереження дозволили гравцям, які помилилися і втратили життя, продовжувати гру не від початку, а з місця збереження. Поява механіки очків здоров'я, захисту, бонусів та інших характеристик надала гравцям можливість більш стратегічно ставитися до втрат життя і зменшила вплив тих проблем, до яких призводила втрата життя в ранніх аркадних іграх. З розвитком ігрової індустрії популярність концепції життів спадала, і поступово на зміну почали приходити контрольні точки і збереження.

## Використання
У іграх-бойовиках поширеною практикою є надання гравцеві кількох життів або спроб досягти чогось більшого в грі — це дозволяє гравцеві відновитися після помилки. У рольових та пригодницьких іграх зазвичай надається одне життя, але гравець має можливість завантажити збережену гру.
Після введення механіки життів смерть персонажа перестала означати обов'язковий кінець гри, завдяки чому гравці почали ризикувати там, де раніше уникали ризику. Це спонукало гравців намагатися використовувати різні тактики і таким чином удосконалювати свою стратегію проходження. Додатковою позитивною властивістю є те, що кілька життів дає гравцям-новачкам можливість вивчити механіку гри до її закінчення. Ще одним аргументом за введення життя є те, що заробляння додаткових життів під час гри є для гравця ще одним стимулом.
З іншого боку, гра, яка часто змушує гравця втрачати життя, перешкоджає чесному проходженню. Якщо втрата життя супроводжується втратою спорядження, умінь чи очок, вона схиляє гравця до завантаження попередньої гри після кожного втраченого життя.

### Додаткові життя
Додаткове життя, або «1-up», — ігровий предмет, що збільшує кількість життів гравця. Форма додаткових життів змінюється від гри до гри, але зазвичай це рідкісний предмет, який складно здобути. Вперше використаний у відеогрі Super Mario Bros., термін «1-up» швидко набув популярності як у домашніх, так і в аркадних іграх.
Іноді помилка під час проєктування гри призводить до можливості нескінченно набирати життя, коли відбувається так званий «1-up loop» (цикл 1-up). Якщо між двома контрольними точками міститься більше одного додаткового життя, то гравець може отримати два життя, після чого «померти» і почати проходження з попередньої точки збереження з отриманим додатковим життям; цю процедуру можна повторити до досягнення бажаного гравцем числа життів.